# Lais (terrain)
Pour les articles homonymes, voir Lais.

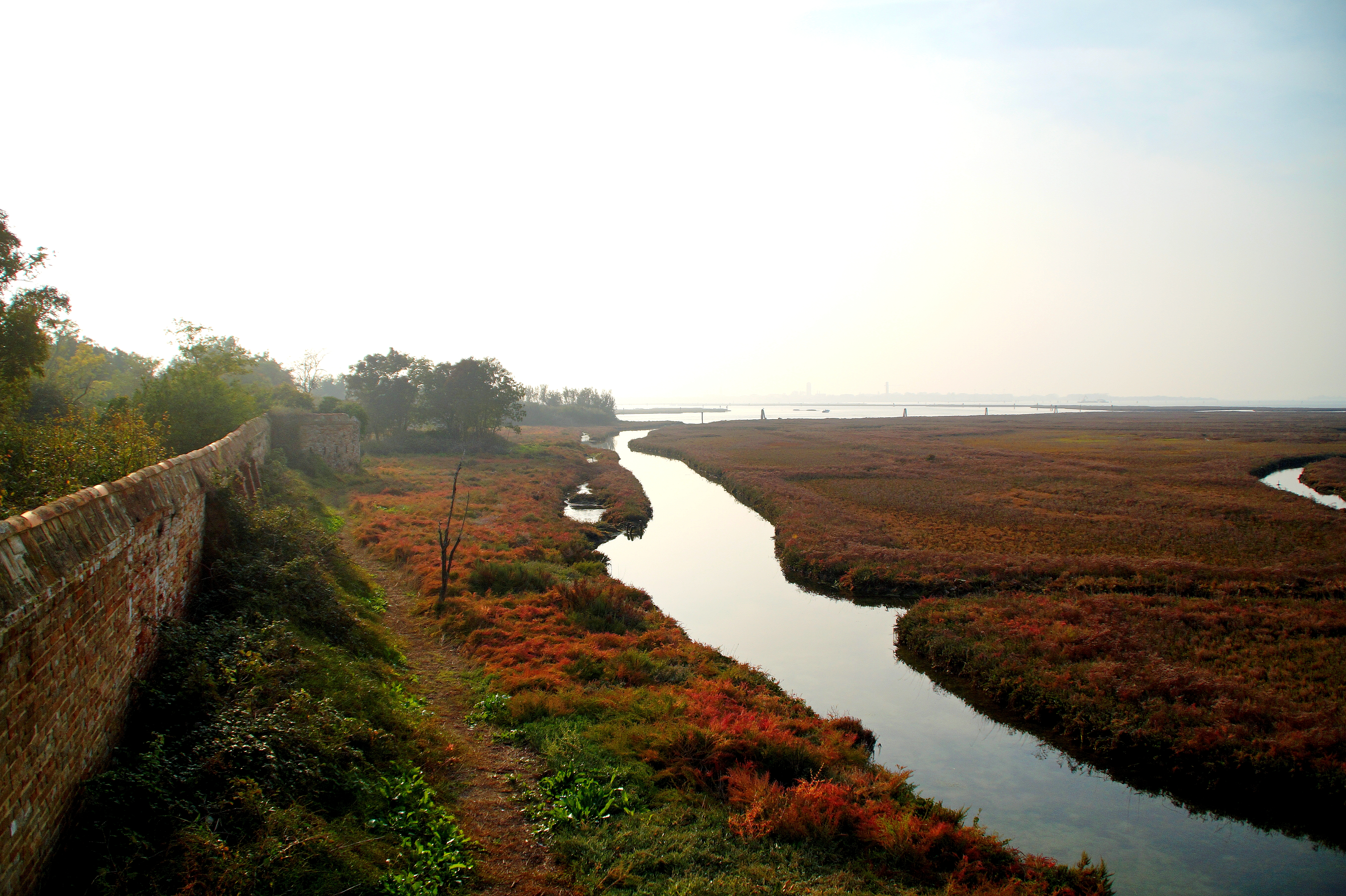
La barena de l'île Lazzaretto Nuovo

Les lais (barene en italien) sont des parties de marais toujours hors de l’eau, sauf lors des hautes marées. La formation de ces lais est due aux alluvions apportées par les fleuves et l'opposition de la marée à son extension dans la mer. 
Avec un sol vaseux et argileux peuplé d'une végétation halophile, ces zones sont la continuité des hauts fonds et sont constamment alimentées en sédiments par le mouvement des marées, ce qui augmente leur hauteur. Cette situation favorise le développement des algues et micro-algues comme les diatomées qui favorisent la sédimentation et la stabilisation des sols marécageux. Cet état des sols facilite le développement d’autres espèces de plantes comme la Salicorne qui peut résister à la forte salinité et à la force des courants en période de submersion.

## Autres formes de terrain

### Bas fonds
Ce sont les parties séparées par les canaux et dont le niveau du sol est toujours inférieur au niveau moyen de la mer.

### Hauts fonds
Ces hauts fonds (velme en italien) sont des dos sablonneux toujours immergés, à l'exception des très basses marées où ils apparaissent au-dessus du niveau de l’eau.